# Wilhelm Ludwig von der Groeben
Wilhelm Ludwig von der Groeben (* 2. Juli 1690; † 28. März 1760 in Magdeburg) war ein preußischer Wirklicher Geheimer Etats- und Kriegsminister.

## Leben

### Herkunft
Wilhelm von der Groeben war ein Sohn des Erbherrn auf Karschau, Rückgarben und Bollendorf und polnischen Majors Johann Friedrich von der Groeben (1670–1698) und dessen Ehefrau Catharina Barbara, geborene von der Groeben (1668–1701) aus dem Hause Beeslack.

### Karriere
Groeben studierte ab 1711 Rechtswissenschaften an der Universität in Königsberg und wurde am 27. September 1717 außerordentlicher Tribunalrat in Königsberg. Am 7. August 1723 erhielt die Stelle des Hofgerichtsrates. Von 1724 bis 1745 war er Präsident des Samländischen Konsistoriums, im Juni 1740 wurde er zum preußischen Landrat ernannt. Am 13. Oktober 1743 wurde er Hofrichter in Königsberg. Groeben war ein Mitarbeiter von Cocceji bei der Justizreform in Ostpreußen. Am 28. Oktober 1751 erfolgte seine Ernennung zum Minister. Mitglied der preußischen Regierung und Präsident des Hofgerichts. Am 26. August 1753 wurde er Präsident des Oberappellationsgerichts. Als die russischen Truppen während des Siebenjährigen Krieges Ostpreußen besetzten, floh er nach Magdeburg, wo er 1760 starb.

### Familie
Seine erste Frau war seit 23. November 1724 Beate Eleonore von Hoverbeck (1708–1725). Nach ihrem frühen Tod heiratete er am 27. Mai 1727 Margarete Emerentia von Kanitz († 1729) aus dem Haus Podangen, sehr wahrscheinlich eine Tochter des Friedrich Wilhelm von Kanitz (1656–1719) aus dessen erster Ehe. Seine einzige Tochter Katharina Sophie Auguste (1728–1766) heiratete den späteren Minister Joachim Christian von Blumenthal (1720–1800). Der spätere Wirkliche Geheime Etats- und Kriegsminister Friedrich Gottfried von der Groeben (1726–1799) war sein Neffe.